# Saint-Niel
Le Saint-Niel est un cours d'eau du Morbihan, affluent en rive gauche du Blavet. Il est long de 15,6 km.

## Étymologie
Il n'existe pas de saint Niel. Selon l'Office de la langue bretonne, il pourrait s'agir d'une déformation de «saniel», qui signifie «chenal» en breton.

## Parcours
Le Saint-Niel prend sa source à la limite entre les départements du Morbihan et des Côtes-d'Armor, sur la commune de Croixanvec, à une altitude de 150 mètres.
Il s'écoule en direction sud-ouest, croise le canal de Nantes à Brest à Saint-Gérand et oblique vers le sud. À Noyal-Pontivy, il conflue avec le ruisseau du Resto et traverse l'étang du Valvert. Il contourne la commune de Pontivy et rejoint le Blavet au sud de l'agglomération, dans une zone industrielle.